# Hoegi-dong
Hoegi-dong là một dong, phường của Dongdaemun-gu ở Seoul, Hàn Quốc.

## Liên kết
- Bản đồ Dongdaemun-gu